# Погонич кубинський
Погонич кубинський (Mustelirallus cerverai) — вид журавлеподібних птахів родини пастушкових (Rallidae). Ендемік Куби.

## Назва
Видова назва cerverai вшановує іспанського зоолога Ферміна Занона Серверу (1875-1944), який відкрив вид у 1927 році.

## Поширення
Вид поширений лише на болотах на півострові Сапата на південному заході Куби. Він населяє затоплену високу лучну екосистему, що складається з густого, заплутаного, вкритого кущами болота з низькими деревами, де звичайні кущі Myrica cerifera, Salix longipes, Cladium jamaicensis і рогіз Typha angustifolia. Вважається, що популяція нараховує менше ніж 250 статевозрілих особин.